# Lørenskog
Lørenskog este o comună din provincia Akershus, Norvegia.